# Rönnängs distrikt
Rönnängs distrikt är ett distrikt i Tjörns kommun, på sydöstra delen av Tjörn, i Västra Götalands län. 

## Tidigare administrativ tillhörighet
Distriktet inrättades 2016 och utgörs av socknen Rönnäng i Tjörns kommun. Området motsvarar den omfattning Rönnängs församling hade vid årsskiftet 1999/2000.